# 小行星3806
小行星3806（英語：3806 Tremaine）是一颗围绕太阳公转的小行星。1981年3月1日，舒爾特·巴斯在赛丁泉山发现了此天体。
这颗小行星的绝对星等为188.5228290095266等。